# Comuna Podillea, Zalișciîkî
Podillea (în ucraineană Поділля) este o comună în raionul Zalișciîkî, regiunea Ternopil, Ucraina, formată din satele Anhelivka și Podillea (reședința).

## Demografie
Componența lingvistică a comunei Podillea
     Ucraineană (99,64%)
     Alte limbi (0,36%)
Conform recensământului din 2001, majoritatea populației comunei Podillea era vorbitoare de ucraineană (99,64%), existând în minoritate și vorbitori de alte limbi.